# Prominenz (Linguistik)
Prominenz beschreibt in der Linguistik ein Phänomen der Sprache, auch Gebärdensprachen, bei dem Silben oder Wörter in gewissen Kontexten als sprachlich hervorgehoben wahrgenommen werden. Dies wird dazu genutzt, um die Aufmerksamkeit eines Zuhörers auf betreffende Wörter zu lenken und ist eng verwandt mit dem semantischen Konzept des Informationsstatus. Die sprachliche Prominenz ist ein noch junger Gegenstand in der Linguistik, der erst in den 1980er Jahren Eingang in deren Duktus fand.

## Begriffsabgrenzung
Die Phonologie befasst sich mit den produktiven Merkmalen der Prominenz. Auf segmentaler Ebene äußert sich die phonetische Prominenz als Sonorität, auf suprasegmentaler Ebene wiederum als Akzent.
Im Hinblick auf die Sprachproduktion äußert sich eine sprachliche Hervorhebung (oft beschrieben mit Begriffen wie Betonung oder Akzentuierung) in prosodischen Unterschieden bei der Produktion dieser Wörter, beispielsweise durch Variationen der Dauer, Lautstärke oder Tonhöhe.
Der Begriff der Prominenz bezieht sich oftmals auf die Ebene der Sprachwahrnehmung, wird also aus der Perspektive des Zuhörers beurteilt. In diesem Falle beschreibt die Prominenz, als wie deutlich hervorgehoben ein Wort von einem Zuhörer wahrgenommen wird, im Vergleich zu anderen Wörtern in der Umgebung. Ein Wort hat dabei keine isoliert berechenbare Prominenz, diese kann nur im Hinblick auf den (linguistischen oder nicht-linguistischen) Kontext bewertet werden.

## Einflussfaktoren
Typische Mechanismen einer solchen prosodischen Markierung sind eine Verlängerung der Primärsilbe des betonten Wortes sowie ein zunächst abfallender und daraufhin zu einem lokalen Maximum ansteigender Tonhöhenverlauf. Auch rein semantische Faktoren können die Wahrnehmung eines Zuhörers beeinflussen. So werden Wörter als prominenter wahrgenommen, wenn sie in einem engen semantischen Fokus auftauchen, im Vergleich zu einem weiten semantischen Fokus. Ebenso kann die Wortart von Bedeutung sein, beispielsweise werden Adjektive als prominenter wahrgenommen als Nomen in vergleichbaren Kontexten.